# Castello di monte Frascon
Lo spalto o castello di monte Frascon o monte Frascone è un castello del comune di Revine Lago, in provincia di Treviso, uno dei tre storicamente presenti in zona.

## Descrizione

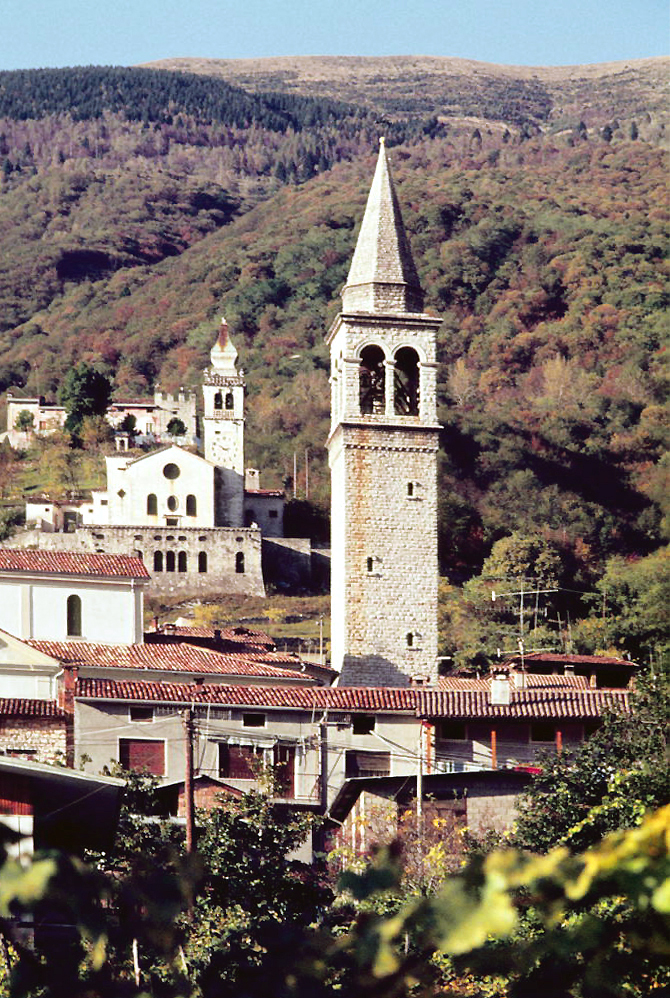
Sullo sfondo, dietro ai campanili delle chiese, la merlatura del castello

Lo spaldum Frasconi, oggi proprietà privata, si trova arroccato a 450 m s.l.m. a controllare il paese e la strada di fondovalle, ai piedi della mulattiera che dal passo del Frascon porta alla Val Belluna su cui si trova anche la torre o castello di Castegna Maor. 
Il castel di monte Frascon, accessibile dal cortile, si raggiunge seguendo l'antica strada a nord del santuario di San Francesco di Paola.

## Architettura
La struttura del castello è stata fortemente rimaneggiata nel corso del tempo: le demolizioni e i rifacimenti rendono oggi difficilmente leggibile l'impianto primitivo.
All'esterno sono presenti nove archivolti, risalenti probabilmente al Seicento. Feritoie, finestre ad arco e da spingarda sui lati rivelano la sua funzione difensiva originaria.
La facciata principale conserva anche un lavamanile forse seicentesco, mentre le antiche decorazioni sono andate parzialmente perdute; restano leggibili alcuni frammenti di iscrizione e un san Francesco affrescato, restaurato intorno al 1940.
Dietro al castello si ritrova un antico pozzo profondo 7 metri risalente agli anni Ottanta del Seicento.
Un altro pozzo a invaso circolare e profondo 12 metri termina in un recipiente quadrangolare (bèola), caratteristica dei pozzi di Revine.
Nel cortile si ritrovano «capitelli, basamenti e rocchi di colonna, grondaie in pietra (kanoi) e un po' dovunque frammenti di pietra lavorata.»
La torre orientale conduceva all'ultimo piano, che fino a metà del XX secolo era caratterizzato da una porta affacciante su un vuoto esterno, forse una bertesca.

### Gli interni
Le stanze erano affrescate. Frammenti di figure di religiosi, monaci e santi, si ritrovano nelle stanze interne, in particolare intorno al grande camino occidentale. Nella stanza posteriore orientale si trovano tracce del motivo parietale in bianco e in rosso, a linee e rombi.

## Storia
Il territorio è caratterizzato da una fitta rete di fortificazioni risalenti all'epoca delle guerre (e paci armate) tra Longobardi e Bizantini.
Il castello o spalto di monte Frascone (spaldum montis de monte Flascono), precedente al XIII secolo, era gestito dai gastaldi o nuntii del vescovo. 
I conti di San Martino, che avevano parzialmente infeudato il territorio di Ravine intorno al XIII secolo, volevano probabilmente espandere il loro territorio di influenza.. Della famiglia dei San Martino, Odorico e Bialo tentarono di occupare il castello intorno al 1280 e lo distrussero. Per questa azione, il Vescovo di Ceneda li scomunicò, scomunica che venne in seguito ritirata (si ipotizza nel 1285) forse a seguito di un risarcimento, o un ripristino della fortificazione. I due feudatari ribelli poterono quindi rientrare in possesso dei loro beni.
Parte del castello è stata rifatta alla fine del Seicento, quando andò a risiedervi il parroco don Giovanni Domenico Cumano.